# Horst Waldemar Beck
Horst Waldemar Beck (* 1. September 1933 in Stuttgart; † 28. Mai 2014 in Röt (Baiersbronn)) war ein deutscher Ingenieur, evangelischer Theologe, Philosoph und Autor.

## Leben
Beck studierte Ingenieur-/Verkehrswissenschaft, Philosophie/Theologie und Astronomie/Kosmologie und promovierte 1964 in Ingenieurwissenschaften an der Universität Stuttgart und 1973 in Theologie an der Universität Basel mit Habilitation für Grenzfragen zwischen Theologie und Naturwissenschaft.
Er lehrte am Pastoralkolleg Freudenstadt, den Universitäten Basel, Hohenheim (Stuttgart), Karlsruhe, der Evangelischen Theologischen Faculteit (Belgien) und an der Gustav-Siewerth-Akademie. Er hielt Gastvorlesungen u. a. an Hochschulen in Korea, Kasachstan, Kirgisien, Kanada, China. Er wurde 1999 Prof. h. c. der Universität für Wissenschaft und Technik Yanbian.
1974 gründete er die Karl-Heim-Gesellschaft mit Sitz in Freudenstadt. Beck war verheiratet mit Christa Beck-Rudert. Das Ehepaar hatte sechs Kinder und wohnte in Röt (Baiersbronn) im Schwarzwald.

## Schriften (Auswahl)
- Kriterien zur Kennzeichnung der Betriebsgüte und der praktischen Leistungsfähigkeit von Straßenbahnnetzen : Störmaßstäbe für spezielle Streckenabschnitte und Knoten ; ein Beitrag zur Verkehrsplanung im Öffentlichen Nahverkehrswesen. VDI-Verlag, Düsseldorf 1965 (zugleich Dissertation, Stuttgart 1964).
- Der Mensch und die Denkmaschine. Konturen eines kybernetischen Weltbilds (= Radius-Projekte. Band 44). Radius-Verlag, Stuttgart 1971,  DNB 455683220.
- Weltformel contra Schöpfungsglaube. Theologie und empirische Wissenschaft vor einer neuen Wirklichkeitsdeutung. Theologischer Verlag, Zürich 1972, ISBN 3-290-11311-6 (zugleich Dissertation, Basel 1972).
- Die Welt als Modell. Gegen den Mythos vom geschlossenen Weltbild. R. Brockhaus, Wuppertal 1973, ISBN 3-7974-0045-4.
- Götzendämmerung in den Wissenschaften. Karl Heim – Prophet und Pionier (= ABC-Team. A. Band 902). Brockhaus, Wuppertal 1974, ISBN 3-7974-0045-4.
- Marxistischer Materialismus im Schafspelz der Wissenschaft. Christen fragen Marxisten (= ABC-Team. Glauben und Denken). Aussaat-Verlag, Wuppertal 1975, ISBN 3-7615-0201-X.
  - Marxistischer Materialismus im Schafspelz der Wissenschaft. Christen fragen Marxisten (= ABC-Team. A. Band 908). 2., durchgesehene Auflage, Aussaat-Verlag, Wuppertal 1975, ISBN 3-7615-0201-X.
  - Marxistischer Materialismus im Schafspelz der Wissenschaft. Christen fragen Marxisten (= ABC-Team. A. Band 908). 3. Auflage, Aussaat-Verlag, Wuppertal 1977, ISBN 3-7615-0201-X.
- Der offene Zirkel. Wahrheit als Erklärungsmodell, Wahrheit als Zu- und Anspruch (= Europäische Hochschulschriften 23. Band 68). Lang, Bern u. a. 1976, ISBN 3-261-01964-6.
- Gruppenpsychotechnik. Von der Hoffnung, sich und andere zu befreien. Eine theologische Anfrage (= ABC-Team. A. Band 925). Aussaat-Verlag, Wuppertal 1978, ISBN 3-7615-0270-2.
- Biologie und Weltanschauung. Gott, der Schöpfer und Vollender, und die Evolutionskonzepte des Menschen (= Wort und Wissen. Band 1). Hänssler, Neuhausen-Stuttgart 1979, ISBN 3-7751-0441-0.
  - Biologie und Weltanschauung. Gott, der Schöpfer und Vollender, und die Evolutionskonzepte des Menschen (= Wort und Wissen. Band 1). 2., durchgesehene Auflage, Hänssler, Neuhausen-Stuttgart 1979, ISBN 3-7751-0441-0.
- Der Mensch im System. Perspektiven einer kypernetischen Kultur (= Schritte über Grenzen zwischen Technik und Theologie. Band 1). Hänssler, Neuhausen-Stuttgart 1979, ISBN 3-7751-0468-2.
- Schöpfung und Vollendung. Perspektiven einer Theologie der Natur (= Schritte über Grenzen zwischen Technik und Theologie. Band 2). Hänssler, Neuhausen-Stuttgart 1979, ISBN 3-7751-0472-0.
- mit Heiko Hörnicke und Hermann Schneider: Die Debatte um Bibel und Wissenschaft in Amerika. Begegnungen und Eindrücke von San Diego bis Vancouver (= Wort und Wissen. Band 8). Hänssler, Neuhausen-Stuttgart 1980, ISBN 3-7751-0539-5.
- mit Edith Düsing: Menschenwürde und Emanzipation. Entfremdung und Konzepte ihrer Aufhebung. Kritischer Traktat (= Wort und Wissen. Band 9). Hänssler, Neuhausen-Stuttgart 1981, ISBN 3-7751-0561-1.
- Genesis – aktuelles Dokument vom Beginn der Menschheit (= Wort und Wissen. Band 15). Hänssler, Neuhausen-Stuttgart 1983, ISBN 3-7751-0850-5.
- Biblische Universalität und Wissenschaft. Grundriß Interdisziplinärer Theologie (= Acta dei - facta mundi). Hänssler, Neuhausen-Stuttgart 1987, ISBN 3-7751-1233-2.
  - Biblische Universalität und Wissenschaft. Interdisziplinäre Theologie im Horizont Trinitarischer Schöpfungslehre. 2. Auflage, Gustav-Siewerth-Akademie,  Weilheim-Bierbronnen 1994, ISBN 3-928273-10-8.
- Christlicher Schöpfungsglaube im Kontext heutiger Wissenschaft (= Schriftenreihe der Gustav-Siewerth-Akademie. Band 10). Gustav-Siewerth-Akademie, Weilheim-Bierbronnen 1993, ISBN 3-928273-10-8.
- Variationen zu einer interdisziplinären Schöpfungskosmologie. Raum-Zeit als informierter Quantenschaum (= Acta dei – facta mundi). Lang, Frankfurt am Main u. a. 1999, ISBN 3-631-34364-7.
- Marken dieses Äons. Wissenschaftskritische und theologische Diagnosen (= Christliche Philosophie heute. Band 4). Verlag für Kultur und Wissenschaft Schirrmacher, Bonn 2003, ISBN 3-932829-81-6.